# Pierre Marie Gallois
Pour les articles homonymes, voir Gallois (homonymie).
Pierre Marie Gallois, de son vrai nom Marie Pierre Richard Auguste Gallois, est un général de brigade aérienne et géopolitologue français, né le 29 juin 1911 à Turin et mort le 23 août 2010 à Paris 8e,.
Le général Gallois est l'un des artisans de la politique de dissuasion nucléaire française. Il est aussi militant souverainiste aux côtés de Jean-Pierre Chevènement.

## Biographie
Fils de Fernand Gallois, ingénieur, et de Marie-Thérèse Mignot, Pierre Marie Gallois effectue ses études secondaires en partie au lycée Janson-de-Sailly.
Il épouse le 28 mai 1936 Françoise Lorelle (décédée en 2003), fille de Lucien Lorelle, photographe et publicitaire, fondateur des studios Lorelle, qui sera grand reporteur, et qui lui donnera trois fils, Philippe, François et Richard.
La même année, il est sous-lieutenant en 1939 puis lieutenant  en 1941 dans l'escadrille saharienne à Colomb-Béchar.
En 1939, il est affecté à l'état-major de la 5e région aérienne à Alger. Pendant la Seconde Guerre mondiale, il est chargé d'y instruire les jeunes officiers.
En 1943, il rejoint la Grande-Bretagne pour être navigateur d'un équipage de bombardiers lourds du Royal Air Force Bomber Command. Il participe aux attaques aériennes menées sur le potentiel industriel germanique jusqu'en mars 1945. En lisant l'article « Aperçus sur la bombe atomique » (Revue de Défense Nationale n° 17) de l'amiral Castex en octobre 1945, il comprend l'importance de l'arme atomique et commence un travail de théorisation de la dissuasion nucléaire.
Après la guerre, Pierre Marie Gallois est détaché à l'Aviation civile. Il participe à de nombreuses conférences dans le cadre de l'Organisation de l'aviation civile internationale.
Il rejoint son arme en 1948 pour être affecté au cabinet du chef de l'état-major de l'Armée de l'air. Spécialisé dans les études d'armement aérien et des plans de fabrication, il propose le premier plan quinquennal de constructions aéronautiques, qui est accepté par le Parlement en août 1950. Il prépare des plans d'intégration des études et des fabrications d'armement à l'échelle de l'Europe. Il participe aux discussions interalliées sur l'utilisation de l'aide américaine à l'Europe occidentale.
En 1953 et 1954, il est affecté au cabinet du ministre de la Défense nationale pour y suivre les questions aéronautiques.
En 1953, exerçant parallèlement ses deux fonctions, le colonel Gallois est également affecté au Grand quartier général des puissances alliées en Europe (SHAPE) de l'OTAN.
Il est nommé membre d'un groupe d'études stratégiques destiné à l'étude des conditions nouvelles de la stratégie, compte tenu de l'existence d'armes de destruction massive. À ce titre il effectue de nombreuses missions aux États-Unis et dans les pays membres de l'Alliance.
Dès 1953, il mène campagne pour l'arme atomique française, propageant la notion de « dissuasion personnelle » et l'idée d'une capacité d'intimidation du « faible par rapport au fort ». Il sera un des créateurs de Gerboise bleue et considéré comme le « père de la dissuasion nucléaire française ».
En 1954, toujours au SHAPE, le colonel Gallois étudie un programme d'avion d'attaque à décollage court, qui a donné naissance à une nouvelle génération d'avions de combat.
En 1955, il assiste aux essais nucléaires dans le Nevada. Le général américain Lauris Norstad le convainc d'aller exposer au général de Gaulle la transformation nucléaire de la doctrine défensive de l'OTAN. L'entretien du général Gallois avec le général de Gaulle a lieu à l'hôtel La Pérouse le 2 avril 1956 et constitue l'aboutissement du travail de réflexion des penseurs de la dissuasion nucléaire du faible au fort (généraux Poirier, Gallois, Ailleret) ou le travail de ceux que certains appellent dans des termes polémiques le soi-disant « lobby nucléocrate » .
En 1957, il prend sa retraite.
En 1979, il participe, selon Alain de Benoist, à la rédaction sous le pseudonyme collectif de « Maiastra » de Renaissance de l'Occident ?, paru chez Plon.
Avec Marie-France Garaud, il fonde notamment en 1982 l'Institut international de géopolitique.
Il a enseigné la stratégie nucléaire et les relations internationales dans les écoles de l'enseignement militaire supérieur français et étranger, notamment aux États-Unis, à Montréal, Tokyo, Séoul, Buenos Aires, Madrid, Londres, Hambourg, Stockholm, Bruxelles, Lisbonne, Rome, Bagdad, Istanbul, Pretoria, ainsi qu'à la Sorbonne et au Collège de France.

### Engagement
Le général Gallois défend des idées souverainistes, il milite aux côtés de Jean-Pierre Chevènement en figurant sur sa liste « L'autre politique » aux élections européennes de 1994.
Pierre-Marie Gallois a défendu, notamment après la disparition de l'ex-Yougoslavie, la « recomposition » de l'Europe centrale. Il publie à ce sujet une tribune sur le Figaro en 1993.
Selon Mediapart, il est le premier à défendre la thèse d'une émergence de l'islamisme dans les Balkans, qu'il prétend soutenue par les États-Unis. Cette projection géopolitique est ensuite reprise par l'extrême droite. En 1999, il signe pour s'opposer à l'opération Force alliée la pétition « Les Européens veulent la paix », lancée par le collectif pro-serbe d'extrême droite Non à la guerre. En 2006, il préface Le Procès Milošević ou l’inculpation du peuple serbe de Patrick Barriot, négationniste du massacre de Srebrenica.
En 2003, avec l'ambassadeur de France Pierre Maillard, ancien conseiller diplomatique du général de Gaulle, et Henri Fouquereau, président du Mouvement démocrate français, il fonde le Forum pour la France, un regroupement politique qui œuvre pour « la souveraineté et l’indépendance de la France ». Il a ainsi milité pour le « non » au référendum sur le projet de traité constitutionnel européen.

### Radio
Du 24 octobre 2007, soit à l'âge de 96 ans et ce jusqu'à sa mort, il dirige l'émission Regard sur le monde sur Radio Courtoisie un lundi sur quatre.

### Autres activités
Cet ancien étudiant en droit avait, dans sa jeunesse, rêvé de faire « archi » aux Beaux-Arts. Il en a gardé le plaisir du coup de pinceau, se spécialisant dans les trompe-l'œil. Outre une grande partie de son appartement, et un mur de la cour de son immeuble (sans oublier des vues de Paris by night pour égayer le mess des officiers à Londres), on lui doit un éphémère portrait de Jacques Chirac, alors maire de Paris, qui ornait un pan de mur, côté boulevard Malesherbes, de la mairie du 8e arrondissement parisien.

## Œuvres
- 1957 : L'Europe au défi, Plon (en collaboration)
- 1960 : Stratégie de l'âge nucléaire, Calmann-Lévy, (Compte-rendu en ligne)
- 1961 : L'Alliance atlantique, Berger-Levrault (en collaboration
- 1961 : Balance of terror, Houghton and Miffin, New York
- 1962 : Europas Shutz, Condor Verlag
- 1967 : Paradoxes de la paix, Presse du Temps Présent (Compte-rendu en ligne)
- 1972 : L'Europe change de maître, L'Herne
- 1975 : La Grande Berne, Plon (Compte-rendu en ligne)
- 1976 : L'Adieu aux armées, Albin Michel (Compte-rendu en ligne)
- 1977 : Le Renoncement : de la France défendue à l’Europe protégée, Plon (Compte-rendu en ligne)
- 1985 : La Guerre des cent secondes, Fayard (Compte-rendu en ligne)
- 1990 : Géopolitique, les voies de la puissance, Plon (Compte-rendu en ligne) et (autre compte-rendu en ligne)
- 1990 (ouvrage collectif): Regards sur le changement en Union soviétique, P.U.F. (Compte-rendu)
- 1992 : Geopolitica, los caminos del poder, Éditions Ejércitos, Madrid
- 1994 : Livre noir sur la défense, Plon (Compte-rendu en ligne).
- 1995 : Le Sang du pétrole - tome I : Irak - tome II : Bosnie, L'Âge d'Homme
- 1995 : Le Soleil d'Allah aveugle l'Occident, L'Âge d'Homme
- 1999 : Le Sablier du siècle, L'Âge d'Homme
- 1999 : La France sort-elle de l'Histoire ?, L'Âge d'Homme
- 2001 : Le Réquisitoire, L'Âge d'Homme
- 2001 : Écrits de guerre, L'Âge d'Homme
- 2001 : Mémoires des ondes, L'Âge d'Homme
- 2001 : Le Consentement fatal, Éditions Textuel
- 2002 : L'Année du terrorisme, L'Âge d'Homme
- 2002 : Devoir de vérité, Le Cerf
- 2003 : L'Année des fiascos, L'Âge d'Homme
- 2004 : L'Heure fatale de l'Occident, L'Âge d'Homme
- 2005 : Vichy - Alger - Londres, L'Âge d'Homme
- 2005 : Préface du Vrai visage de l'Islam, M. Alcader, Kyrollos
- 2007 : Manifeste pour une Europe des peuples (en collaboration), Éditions du Rouvre

Il a publié de nombreux articles de presse, il a participé à de nombreux débats relatifs aux relations internationales, la stratégie et la politique. Il participa notamment au mensuel BI (ex-Balkans Info).

## Distinctions
- Grand officier de la Légion d'honneur[Quand ?]
- Prix Renaissance des lettres 2004[11].

### Biographie
- (fr) Christian Malis, Pierre Marie Gallois : Géopolitique, histoire, stratégie, Lausanne, L'Âge d'homme, 2009, 750 p. (ISBN 978-2-8251-3941-7)